# Орлов, Дмитрий Олегович
Дми́трий Оле́гович Орло́в (род. 19 сентября 1966 года, Владимир) — российский математик, академик РАН (2019; член-корреспондент с 2011).

## Биография
В 1988 году окончил механико-математический факультет МГУ.
В 1991 году защитил кандидатскую диссертацию, тема: «Производные категории когерентных пучков, моноидальные преобразования и многообразия Фано». В 2002 году был приглашённым докладчиком на Международном конгрессе математиков в Пекинe.
В 2003 году защитил докторскую диссертацию «Производные категории когерентных пучков и эквивалентности между ними». В 2010 году работал профессором кафедры высшей алгебры механико-математического факультета, также преподавал в Научно-образовательном центре МИАН им. В. А. Стеклова.
22 декабря 2011 года избран членом-корреспондентом РАН по Отделению математических наук, 15 ноября 2019 года избран академиком РАН.
Главный научный сотрудник и заведующий отделом алгебраической геометрии Математического института имени В. А. Стеклова РАН. С 2012 по 2016 год был заместителем директора МИАН по научной работе. В настоящее время—заместитель академика-секретаря Отделения математических наук РАН.

## Научная деятельность
Область научных интересов: алгебраическая геометрия.
Основные научные результаты:
- разработаны новые методы в теории производных категорий когерентных пучков и доказано, что любая эквивалентность может быть представлена объектом на произведении;
- исследовано поведение данных категорий при бирациональных преобразованиях, описаны абелевы многообразия и К3 поверхности с эквивалентными производными категориями;
- найдена конструкция восстановления (совместно с А. И. Бондалом) гладкого проективного многообразия типа Фано и общего типа по его производной категории когерентных пучков;
- доказаны (совместно с А. Вишиком и В. А. Воеводским) гипотеза Милнора о квадратичных формах, гипотеза Суджаты и гипотеза о J-фильтрации;
- введены понятия триангулированной категории особенностей и категории Б-бран в моделях Ландау-Гинзбурга, построено и доказано Ландау-Гинзбург/Калаби-Яу соответствие;
- доказана (совместно с Д. Ору и Л. Кацарковым) зеркальная симметрия для взвешенных проективных плоскостей, поверхностей дель Пеццо и их некоммутативных деформаций;
- доказана (совместно с В. А. Лунцем) единственность оснащений для производных категорий когерентных пучков и категорий совершенных комплексов для квазипроективных многообразий;
- доказано существование и впервые построены фантомные категории (с С. Горчинским);
- развита теория склеек некоммутативных многообразий и доказана их геометричность.

Член редколлегии журналов «Известия РАН. Серия математическая», «Математические заметки» РАН и «European Journal of Mathematics», член учёного совета Математического института имени В. А. Стеклова РАН.